# Africephala timaea
Africephala timaea är en fjärilsart som först beskrevs av Edward Meyrick 1914.  Africephala timaea ingår i släktet Africephala och familjen styltmalar.
Artens utbredningsområde är:
- Malawi.
- Namibia.

Inga underarter finns listade i Catalogue of Life.